# Гзень
Гзень — небольшая речка в Великом Новгороде. Длина около 3 км.

## История
Гзень (др.-рус. Къземль) — один из древнейших новгородских топонимов. Речка, являясь левым притоком Волхова, брала своё начало в районе современной Прусской улицы. На участке до Духова монастыря входила в систему укреплений Окольного города (земляной вал). В месте пересечения вала с современной Санкт-Петербургской улицей Гзень отходила севернее. Таким образом река и ров, шедший от неё дальше вдоль Окольного города, образовывали небольшой остров, на котором с XII века стояли четыре пригородных монастыря — Духов, Зверин, Николо-Бельский и Лазаревский.
Болотистое русло Гзени служило отличным оборонительным рубежом, прикрывавшим Новгород с севера и запада. В северной части реки произрастал Зверинец — заповедный лес, предназначенный для княжеской охоты. И Гзень и Зверинец упоминаются в Новгородской летописи под 6577 годом (1069) в связи с победой новгородцев над войском полоцкого князя Всеслава.

 Въ то же лѣто, осень, мѣсяця октября въ 23 въ чяс 6 дни, опять приде Все … къ Новугороду; … новгородци же поставиша пълъкъ противу ихъ, у Звѣринця на Къземли; и пособи богъ Глѣбу князю съ новгородци. О, велика бяше сѣця Вожяномъ, и паде ихъ бещисльное число; а самого князя отпустишя бога дѣля.
Кроме того, сама Гзень в летописных источниках упоминается ещё неоднократно.

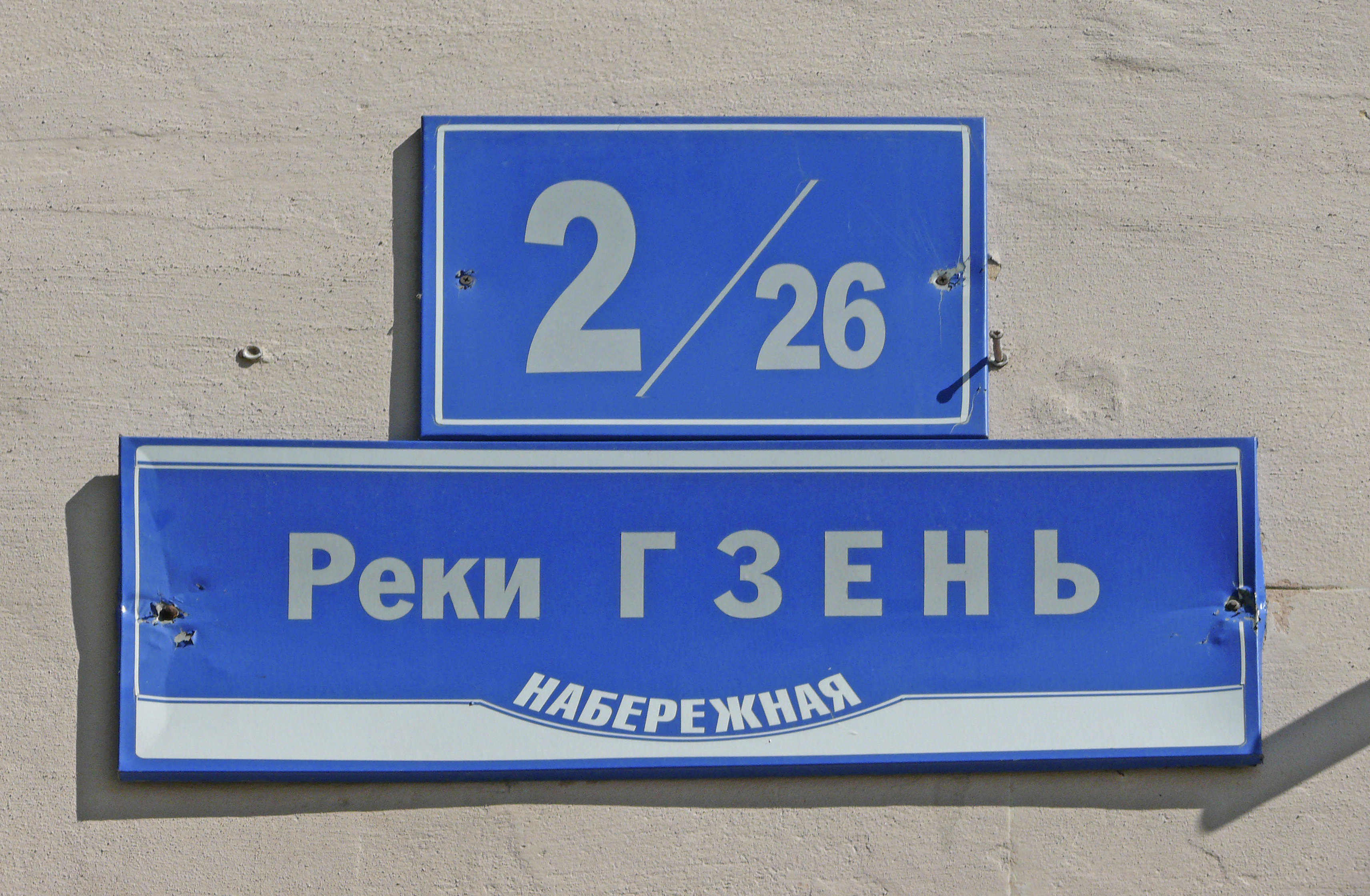
Табличка на одном из домов

В январе 1780 года в Новгороде открылась Адмиралтейская парусная фабрика. Она была переведена из Москвы после случившейся там эпидемии чумы. Фабричные механизмы приводились в действие от водяных мельниц, стоявших на Гзени. Для усиления потока, приводившего машины в движение, Гзень была соединена с Морозовским ручьём, который протекал некогда за современным ж/д вокзалом Великого Новгорода. На фабрике было занято более 200 рабочих. Паруса поставлялись на Балтийский флот России.

## Современность
С появлением паровой тяги надобность в производстве парусов отпала. Фабрика была закрыта. В советское время в её корпусах разместился областной военкомат. Морозовский ручей был засыпан при строительстве в 1960-х годах Дома культуры профсоюзов. Русло Гзени активно использовалось для сброса в него канализации. Позже название речки стало для местных жителей нарицательным, указывавшим на характерный запах и нечистоты.
В 1960-х годах, при устройстве сквера перед к/т «Россия», было засыпано верховье Гзени, и далее, несмотря на протесты археологов, с 1972 года началась планомерная «упаковка» оставшейся реки в подземную трубу. Работы продолжались до конца 1980-х годов.
В современном Новгороде, кроме участка суши, называющегося «Набережная реки Гзень», ничего не напоминает о существовании на этом месте реки. Сброс вод Гзени в Волхов происходит в промышленной зоне и по-прежнему сопровождается характерным канализационным запахом.